# Montandon
Montandon är en kommun i departementet Doubs i regionen Bourgogne-Franche-Comté i östra Frankrike. Kommunen ligger i kantonen Saint-Hippolyte som tillhör arrondissementet Montbéliard. År 2022 hade Montandon 372 invånare.

## Befolkningsutveckling
Antalet invånare i kommunen Montandon
Referens:INSEE